# Neovarcia aequata
Neovarcia aequata är en insektsart som först beskrevs av Melichar 1898.  Neovarcia aequata ingår i släktet Neovarcia och familjen Nogodinidae. Inga underarter finns listade i Catalogue of Life.